# سایلنت هیل ۳
سایلنت هیل ۳ (به انگلیسی: Silent Hill 3) یک بازی ویدئویی در سبک ترس و بقا است که توسط تیم سایلنت توسعه یافته و شرکت کونامی آن را در سال ۲۰۰۳ برای کنسول پلی‌استیشن ۲ منتشر کرده‌است. این سومین قسمت از مجموعه بازی‌های ترسناک سایلنت هیل به‌شمار می‌رود و مستقیماً ادامه داستان اولین نسخهٔ سایلنت هیل است که هفده‌سال بعد از بازی اول رخ می‌دهد. یک نسخه سازگار شده از بازی نیز در اکتبر ۲۰۰۳ برای مایکروسافت ویندوز منتشر شد و همچنین نسخه بازسازی شده تحت عنوان سایلنت هیل مجموعه اچ‌دی که دارای خصوصیاتی از قبیل گرافیک اچ‌دی بود، در مارس ۲۰۱۲ برای کنسول‌های پلی‌استیشن ۳ و ایکس‌باکس ۳۶۰ در دسترس قرار گرفت.
داستان سایلنت هیل ۳ حول محور دختری نوجوان به نام هدر میسون می‌گردد که توسط هری در شهر پورتلند بزرگ شده بود. او به زودی در می‌یابد که گروه فرقه قصد دارد از او برای تولد ایزدشان استفاده کنند و خود را گرفتار درگیری‌های فرقه می‌کند. سایلنت هیل ۳ نیز به موفقیت‌های تحسین‌برانگیزی دست یافت به ویژه برای داشتن محیط، گرافیک و صدا و همچنین عناصر و پیش‌زمینه‌های ترسناکی که از نسخه‌های قبلی خود به ارث برده بود. در سال ۲۰۱۲ این بازی به کارگردانی ام.جی. باست، با عنوان سایلنت هیل: مکاشفات از سوی هالیوود دستمایه اقتباس سینمایی قرار گرفت.